# Makenzie Vega
Makenzie Vega (* 10. února 1994 Los Angeles, Kalifornie) je americká herečka.

## Život
Narodila se do italsko-kolumbijské rodiny, je mladší sestrou herečky Alexy PenaVega. Již v mládí se objevovala v televizním seriále The Geena Davis Show. Zahrála si také ve filmu Otec rodiny, za který získala ocenění Young Artist Award. Dále se objevila ve filmech Saw: Hra o přežití či Sin City - město hříchu.